# 267-ма піхотна дивізія (Третій Рейх)
267-ма піхотна дивізія (Третій Рейх) (нім. 267. Infanterie-Division) — піхотна дивізія Вермахту за часів Другої світової війни.

## Історія
267-ма піхотна дивізія сформована 26 серпня 1939 в Ганновері в XI-му військовому окрузі (нім. Wehrkreis XI) під час 4-ї хвилі мобілізації Вермахту.

## Райони бойових дій
- Німеччина (серпень 1939 — травень 1940);
- Бельгія та Франція (грудень 1940 — травень 1941);
- Генеральна губернія (травень — червень 1941);
- СРСР (центральний напрямок) (червень 1941 — серпень 1944).

## Командування

### Командири
- генерал танкових військ Ернст Фессманн (нім. Ernst Feßmann) (26 серпня 1939 — 1 червня 1941);
- генерал-майор Фрідріх-Карл фон Вахтер (нім. Friedrich-Karl von Wachter) (1 червня — 10 листопада 1941);
- генерал-лейтенант Роберт Мартінек (нім. Robert Martinek) (10 листопада 1941 — 1 січня 1942);
- генерал-лейтенант Фрідріх-Карл фон Вахтер (нім. Friedrich-Karl von Wachter) (1 — 24 січня 1942);
- генерал-лейтенант Фрідріх Штефан (нім. Friedrich Stephan) (24 січня — 26 лютого 1942);
- генерал-майор Карл Фішер (нім. Karl Fischer) (26 лютого — 31 березня 1942);
- генерал-лейтенант Отто Дрешер (нім. Otto Drescher) (31 березня 1942 — 3 серпня 1944), загинув після розформування дивізії 13 серпня 1944.